# Ricuin de Nantes
Pour les articles homonymes, voir Ricuin.
Ricuin de Nantes (en latin Ricowinus comes, également nommé Ricouin, Richwin ou Richovin) est comte de Nantes de 831 à 841.
Un Ricuin est témoin du testament de Charlemagne en 811, et succède vraisemblablement à Abbon de Poitiers comme  comte de Poitiers en 814/815, mais son identité avec Ricuin de Nantes est incertaine.
Ricuin est un fidèle de Louis le Pieux il est nommé comte de Nantes après la déposition et l'exil de Lambert Ier de Nantes partisan de Lothaire Ier. Avec Régnier, évêque de Vannes, il tente de s'opposer en octobre 832 à la création de l’abbaye Saint-Sauveur de Redon par Conwoïon soutenu par Nominoë.
Ricuin est probablement tué le 25 juin 841 à la bataille de Fontenoy-en-Puisaye alors qu'il combattait dans les rangs de Charles le Chauve.